# Kenji Suda
Kenji Suda (né le 26 février 1966) est un ancien sauteur à ski japonais.

## Palmarès

### Jeux Olympiques
| Épreuve / Édition | Albertville 1992 |
| Petit Tremplin    | 39e              |
| Grand Tremplin    | 17e              |
| Par Equipes       | 4e               |

### Championnats du monde
| Épreuve / Édition | Falun 1993 | Trondheim 1997 |
| Petit Tremplin    |            | 40e            |
| Par Equipes       | 5e         |                |

### Championnats du monde de vol à ski
| Épreuve / Édition | Harrachov 1992 |
| Individuel        | 21e            |

### Coupe du monde
- Meilleur classement final: 24e en 1996.
- Meilleur résultat: 2e.